# Le Policier Azoulay
Pour plus de détails, voir Fiche technique et Distribution.
Le Policier Azoulay (השוטר אזולאי, Ha-Shoter Azulai) est un film israélien réalisé par Ephraim Kishon, sorti en 1970. Il reçut le Golden Globe du meilleur film étranger et fut nommé pour l'Oscar du meilleur film en langue étrangère.

## Fiche technique
- Titre : Le Policier Azoulay
- Titre original : השוטר אזולאי (Ha-Shoter Azulai)
- Titre anglophone : The Policeman
- Réalisation : Ephraim Kishon
- Scénario : Ephraim Kishon
- Production : Ephraim Kishon, Itzik Kol et Mati Raz
- Musique : Nurit Hirsch
- Directeur de la photographie : David Gurfinkel
- Pays d'origine : Israël
- Format : Couleurs, Mono
- Genre : Comédie dramatique
- Durée : 87 minutes
- Date de sortie :  1970

## Distribution
- Shaike Ophir : Abraham Azoulay
- Zaharira Harifai : Betty Azoulay
- Avner Hizkiyahu : Capitaine Lefkowitch
- Itzko Rachamimov : Sergent Bejerano
- Joseph Shiloach : Amar
- Nitza Shaul : Mimi